# Pettis County
Das Pettis County ist ein County im US-amerikanischen Bundesstaat Missouri. Im Jahr 2020 hatte das County 42.980 Einwohner und eine Bevölkerungsdichte von 24,3 Einwohnern pro Quadratkilometer. Der Verwaltungssitz (County Seat) ist Sedalia, das nach Sarah „Sed“ Smith benannt wurde, der Tochter des Stadtgründers.

## Geografie
Das County liegt etwas nordwestlich des geografischen Zentrums von Missouri und hat eine Fläche von 1778 Quadratkilometern, wovon 4 Quadratkilometer Wasserfläche sind. An das Pettis County grenzen folgende Nachbarcountys:
| Lafayette County | Saline County |               |
| Johnson County   |               | Cooper County |
| Henry County     | Benton County | Morgan County |

## Geschichte
Das Pettis County wurde 1833 gebildet. Benannt wurde es nach Spencer Darwin Pettis (1802–1831), einem Mitglied im Kongress der Vereinigten Staaten.
28 Bauwerke und Stätten des Countys sind im National Register of Historic Places eingetragen (Stand 6. Februar 2018).

## Demografische Daten
Nach der Volkszählung im Jahr 2010 lebten im Pettis County 42.201 Menschen in 16.288 Haushalten. Die Bevölkerungsdichte betrug 23,8 Einwohner pro Quadratkilometer. In den 16.288 Haushalten lebten statistisch je 2,52 Personen.
Ethnisch betrachtet setzte sich die Bevölkerung zusammen aus 93,2 Prozent Weißen, 3,3 Prozent Afroamerikanern, 0,7 Prozent amerikanischen Ureinwohnern, 0,7 Prozent Asiaten sowie aus anderen ethnischen Gruppen; 2,0 Prozent stammten von zwei oder mehr Ethnien ab. Unabhängig von der ethnischen Zugehörigkeit waren 7,5 Prozent der Bevölkerung spanischer oder lateinamerikanischer Abstammung.
25,3 Prozent der Bevölkerung waren unter 18 Jahre alt, 60,0 Prozent waren zwischen 18 und 64 und 14,7 Prozent waren 65 Jahre oder älter. 50,8 Prozent der Bevölkerung war weiblich.

Das jährliche Durchschnittseinkommen eines Haushalts lag bei 37.658 USD. Das Pro-Kopf-Einkommen betrug 19.351 USD. 16,2 Prozent der Einwohner lebten unterhalb der Armutsgrenze.

## Ortschaften im Pettis County
Citys
| - Green Ridge - Houstonia - La Monte | - Sedalia - Smithton - Windsor1 |

Villages
- Hughesville
- Ionia2

Unincorporated Communities
| - Bahner - Beaman - Bryson - Dresden | - Dunksburg - Georgetown - Longwood - Manila | - Newland - Postal - Spring Fork - Stokley |

1 – teilweise im Henry County

2 – überwiegend im Benton County

## Gliederung
Das Pettis County ist in 17 Townships eingeteilt:
| Township               | Einwohner (2010) | FIPS     |
| ---------------------- | ---------------- | -------- |
| Blackwater Township    | 393              | 29-06184 |
| Bowling Green Township | 1003             | 29-07642 |
| Cedar Township         | 909              | 29-12214 |
| Dresden Township       | 711              | 29-20098 |
| Elk Fork Township      | 419              | 29-21646 |
| Flat Creek Township    | 1867             | 29-24454 |
| Green Ridge Township   | 1080             | 29-29350 |
| Heath Creek Township   | 624              | 29-31362 |
| Houstonia Township     | 436              | 29-33274 |

| Township             | Einwohner (2010) | FIPS     |
| -------------------- | ---------------- | -------- |
| Hughesville Township | 520              | 29-33670 |
| Lake Creek Township  | 468              | 29-39926 |
| La Monte Township    | 1603             | 29-40538 |
| Longwood Township    | 610              | 29-44012 |
| Prairie Township     | 2500             | 29-59636 |
| Sedalia Township     | 25.331           | 29-66458 |
| Smithton Township    | 2902             | 29-68402 |
| Washington Township  | 825              | 29-77650 |
|                      |                  |          |